# Gare de Vayres
Gare de Vayres vasútállomás Franciaországban, Vayres településen.

## Vasútvonalak
Az állomást az alábbi vasútvonalak érintik:
- Párizs–Bordeaux-vasútvonal

## Kapcsolódó állomások
A vasútállomáshoz az alábbi állomások vannak a legközelebb:
- Gare de Saint-Sulpice - Izon (Gare de Bordeaux-Saint-Jean, Párizs–Bordeaux-vasútvonal)
- Gare de Libourne (Paris Gare d’Austerlitz, Párizs–Bordeaux-vasútvonal)
- Gare de Saint-Sulpice - Izon (Gare d’Arcachon, F41)
- Gare de Libourne (Gare de Libourne, F41)